# Frode Johnsen
Frode Johnsen (Skien, 1974. március 17. –) norvég válogatott labdarúgó.

## Nemzeti válogatott
A norvég válogatottban 36 mérkőzést játszott, melyeken 10 gólt szerzett.

## Statisztika
| Norvég válogatott | Norvég válogatott | Norvég válogatott |
| Időszak           | Mérk.             | gól               |
| ----------------- | ----------------- | ----------------- |
| 2000              | 1                 | 0                 |
| 2001              | 5                 | 3                 |
| 2002              | 1                 | 0                 |
| 2003              | 9                 | 0                 |
| 2004              | 10                | 3                 |
| 2005              | 4                 | 2                 |
| 2006              | 3                 | 2                 |
| 2007              | 1                 | 0                 |
| 2008              | 0                 | 0                 |
| 2009              | 0                 | 0                 |
| 2010              | 0                 | 0                 |
| 2011              | 0                 | 0                 |
| 2012              | 0                 | 0                 |
| 2013              | 2                 | 0                 |
| Összesen          | 36                | 10                |